# Уайтхёрст, Джеймс
Джеймс М. «Джим» Уайтхёрст (англ. James M. "Jim" Whitehurst; род. 1967, штат Джорджия, США) — американский топ-менеджер, президент корпорации IBM (2020—н.в.), временно исполняющий обязанности президента и генерального директора компании Unity Technologies (2023-2024), бывший президент и генеральный директор компании Red Hat (2008—2019).

## Ранние годы и образование
Джеймс Уайтхёрст родился в 1967 году в штате Джорджия, в США. Вырос в городе Колумбус, штат Джорджия.
В 1989 году он окончил Университет Райса в Хьюстоне, штат Техас, со степенью бакалавра в области компьютерных наук и экономики.
Затем он также учился в Университете Эрлангена — Нюрнберга в Эрлангене, в Германии, и провёл год обучения в бакалавриате общего курса Лондонской школы экономики.
И в 1994 году получил учёную степень магистра делового администрирования в Гарвардской школе бизнеса.

## Карьера
В 1985—1989 годах работал программистом в электросетевой компании Georgia Power штата Джорджия.

### Boston Consulting Group
В 1989—1992 годах работал юристом в компании Boston Consulting Group. В 1994—2001 годах работал консультантом, руководителем проекта, менеджером, и дорос до партнёра в Boston Consulting Group.

### Delta Air Lines
В 2001—2007 годах он работал в авиакомпании Delta Air Lines, где он был старшим вице-президентом, а затем главным директором по сетям и планированию. В 2005 году он был назначен тогдашним генеральным директором Джеральдом Гринштейном на должность главного операционного директора, и на этой должности он активно участвовал в плановом банкротстве, реструктуризации и восстановлении компании, и противостоял попыткам её поглощения компанией US Airways.

### Red Hat
В декабре 2007 года Уайтхёрст присоединился к компании Red Hat и стал её президентом и генеральным директором.
В октябре 2018 года корпорация IBM объявила о поглощении компании Red Hat за $34 млрд, что стало крупнейшим приобретением в истории компаний разработчиков программного обеспечения.

### IBM
В июле 2019 года, после завершения IBM поглощения компании Red Hat, Уайтхёрст стал занимать должность старшего вице-президента корпорации IBM и генерального директора самостоятельного подразделения Red Hat вошедшего в группу облачных и когнитивных решений IBM.
31 января 2020 года Совет директоров IBM назначил с 6 апреля Джеймса Уайтхёрста на пост президента корпорации, когда он сменил на этом посту Джинни Рометти — которая занимала этот пост с 2012 года.

## Личная жизнь
Джим Уайтхёрст женат и имеет двоих детей.